# Cryptokermes mexicanus
Cryptokermes mexicanus är en insektsart som beskrevs av Morrison 1927. Cryptokermes mexicanus ingår i släktet Cryptokermes och familjen pärlsköldlöss. Inga underarter finns listade i Catalogue of Life.